# フールズ・メイト (アルバム)
『フールズ・メイト』（Fool's Mate）は、イングランドのプログレッシブ・ロック・ミュージシャン、ピーター・ハミルが1971年に発表した、ソロ名義では初のスタジオ・アルバム。

## 解説
ハミルの所属バンド、ヴァン・ダー・グラフ・ジェネレーターのメンバーに加えて、ロバート・フリップやリンディスファーンのロッド・クレメンツ等がレコーディングに参加した。ポール・ホワイトヘッドにより描かれたジャケットは、タイトルに基づいてチェスがモチーフとなっており、また、ハミルが第一次世界大戦に興味を示していたことから、複葉機がタイトルを掲げる形となった。なお、ホワイトヘッドは収録曲「ヴァイキング」のレコーディングにも参加しており、担当楽器のタムタムに関して「シンバルの一種で、私はヴァイオリンの弓を使って演奏した」と説明している。
Greg Pratoはオールミュージックにおいて5点満点中3点を付け「『オーヴァー』（1977年）や『ザ・フューチャー・ナウ』（1978年）といった傑作には及ばない」「ヴァン・ダー・グラフ・ジェネレーターの作品よりも主流派で、大部分はピアノとアコースティック・ギターを基盤としている」と評している。
2005年リマスターCDには、1971年1月のデモ音源5曲がボーナス・トラックとして追加された。

## 収録曲
特記なき楽曲はピーター・ハミル作。
1. インペリアル・ツェッペリン - "Imperial Zeppelin" (Peter Hammill, Chris Judge Smith) - 3:38
2. キャンドル - "Candle" - 4:17
3. ハッピー - "Happy" - 2:36
4. ソリチュード - "Solitude" - 4:58
5. ヴィジョン - "Vision" - 3:15
6. リ・アウェイクニング - "Re-Awakening" - 3:57
7. サンシャイン - "Sunshine" - 4:00
8. チャイルド - "Child" - 4:25
9. サマー・ソング・イン・ジ・オータム - "Summer Song (In the Autumn)" - 2:13
10. ヴァイキング - "Viking" (P. Hammill, C. Smith) - 4:43
11. ザ・バーズ - " The Birds " - 3:36
12. アイ・ワンス・ロウト・サム・ポエムズ - "I Once Wrote Some Poems" - 2:45

### 2005年リマスターCDボーナス・トラック
1. リ・アウェイクニング - "Re-Awakening (early demos)" - 4:33
2. サマー・ソング・イン・ジ・オータム - "Summer Song (In the Autumn) (early demos)" - 2:46
3. ザ・バーズ - "The Birds (early demos)" - 3:18
4. サンシャイン - "Sunshine (early demos)" - 3:50
5. ハッピー - "Happy (early demos)" - 2:46

## 参加ミュージシャン
- ピーター・ハミル - ボーカル、アコースティック・ギター、ピアノ、バッキング・ボーカル
- ロバート・フリップ - エレクトリック・ギター(on #1, #7, #8, #10, #11, #12)
- ヒュー・バントン - ピアノ、オルガン(on #1, #3, #5, #6, #7, #8, #9, #11)、バッキング・ボーカル
- ニック・ポッター - ベース(on #1, #3, #6, #7, #8, #9, #11)
- ロッド・クレメンツ - ベース、ヴァイオリン(on #2, #4, #10)
- マーティン・ポッティンジャー - ドラムス(on #1, #2, #4, #10)
- ガイ・エヴァンス - ドラムス、パーカッション(on #1, #3, #6, #7, #9, #11)、バッキング・ボーカル
- デヴィッド・ジャクソン - サクソフォーン、フルート(on #1, #3, #6, #7, #8, #10)、バッキング・ボーカル
- レイ・ジャクソン - ハープ、マンドリン(on #2, #4, #10)、バッキング・ボーカル
- ポール・ホワイトヘッド - タムタム(on #10)